# Vándorrege
A Vándorrege (eredeti cím: Walkabout) 1971-ben bemutatott brit–ausztrál filmdráma, melynek rendezője és operatőre Nicolas Roeg. A film zenéjét John Barry szerezte. A főbb szerepekben Jenny Agutter és Luc Roegaki látható.
1971. január elsején mutatták be a 20th Century Fox forgalmazásában, az ausztrál New Wave mozi mozgalom egyik első filmjeként. Annak ellenére, hogy bevételi kudarc volt, pozitív visszajelzéseket kapott. A Félelemben élni mellett ez volt a másik ausztrál film, amely részt vett az 1971-es Grand Prix du Festival nevű Cannes-i filmfesztiválon.
2005-ben a Brit Filmművészeti Intézet felvette az „50 film, amelyet 14 éves korodig látnod kell” listára, de szerepel az 1001 film, amit látnod kell, mielőtt meghalsz filmes listán is.

## Cselekmény
Egy apuka két gyerekét, egy idősebb lányt és egy fiatal fiút látszólag piknikezni visz Ausztráliában egy autóval az ausztrál háború idején. Ám a férfi minden látható ok nélkül lövöldözni kezd, a gyerekei ezért elmenekülnek. Miután végzett magával a két gyereke elindul a sivatagban vissza a civilizáció felé. Egy kis oázisra lelnek egy gyümölcsfával, ahol sikerül enniük és inniuk is. Ám másnapra a víz kiszárad és a gyümölcsök is elfogynak. Közel a szomjhalálhoz egy fiatal bennszülött fiúval találkoznak, aki a védőszárnyai alá veszi őket. Együtt haladnak tovább Ausztrália gyilkos vidékein keresztül. Egy elhagyatott farmhoz érnek, ahol a bennszülött fiú egy törzsi udvarlási tánccal próbálja elkápráztatni a fehér lányt, ám terve balul sül el: tánca ellenkező hatást vált ki, egy angol nőnek ez inkább ijesztő, mint imponáló. A kudarc miatt a fiú öngyilkosságot követ el, ezért a két fiatal kénytelen továbbhaladni nélküle. Hamarosan egy elhagyatott bányászvárosba érnek és megmenekülnek.
Az utolsó jelenetben a fiatal lány már idősebb, a férje munkahelyi sztorikkal próbálja a figyelmét lekötni, de a lány gondolatban még mindig a vadonban jár: elképzeli, ahogy egy természetes sziklamedencében hármasban együtt fürdenek a testvérével és megmentőjével.

## Szereplők
- Jenny Agutter – fiatal lány
- Luc Roeg (Lucien John néven) – fiatal fehér fiú
- David Gulpilil (tévesen David Gumpilil néven) – bennszülött fiú
- John Meillon – apa
- Robert McDarra – férfi
- Pete Carver – No Hoper
- John Illingsworth – feleség
- Hilary Bamberger – nő
- Barry Donnelly – ausztrál tudós
- Noeline Brown – német tudós
- Carlo Manchini – olasz tudós

## Kritikai fogadtatás
A film negyven évvel a bemutatója után a Rotten Tomatoes filmkritikus weboldalon 84%-os pozitív kritikát kapott.